# $ (film)
$ is een Amerikaanse misdaadfilm uit 1971 onder regie van Richard Brooks.

## Verhaal
De Amerikaanse veiligheidsbeambte Joe Collins installeert een geavanceerd alarmsysteem in een bank in Hamburg. Hij laat er zijn vriendin Dawn Divine een bankkluis huren en doet een valse bommelding. Als hij zich daarna als deskundige aanbiedt om de bom onschadelijk te maken, ziet hij zijn kans schoon om de kluizen van drie criminelen leeg te maken en de buit te verbergen in de brandkast van zijn vriendin. Die criminelen laten dat niet zomaar gebeuren.

## Rolverdeling
| Acteur             | Personage       |
| ------------------ | --------------- |
| Warren Beatty      | Joe Collins     |
| Goldie Hawn        | Dawn Divine     |
| Gert Fröbe         | Mijnheer Kessel |
| Robert Webber      | Advocaat        |
| Scott Brady        | Sarge           |
| Arthur Brauss      | Candy Man       |
| Robert Stiles      | Majoor          |
| Wolfgang Kieling   | Granich         |
| Bob Herron         | Lijfwacht       |
| Christiane Maybach | Helga           |
| Hans Hutter        | Karl            |
| Monica Stender     | Berta           |
| Horst Hesslein     | Bruno           |
| Wolfgang Kuhlman   | Furcoat         |
| Klaus Schichan     | Knifeman        |